# San Román (tỉnh)
Tỉnh San Román (tiếng Tây Ban Nha: Provincia de San Román) là một tỉnh thuộc vùng Puno của Peru. Tỉnh San Román có diện tích 2278 km², dân số thời điểm theo điều tra dân số ngày 11 tháng 7 năm 1993 là 168534 người. Tỉnh lỵ đóng ở Juliaca.